# Río Grande (afluente del Cacín)
El río Grande, también llamado río Grande de Jayena y río Bacal, es un río del sur de la península ibérica perteneciente a la cuenca hidrográfica del Guadalquivir, que discurre en su totalidad por el territorio del oeste de la provincia de Granada (España). 

## Curso
El río Grande nace en el pico Navachica, en la ladera norte de la sierra de Almijara, dentro del término municipal de Otívar. Su cauce realiza un recorrido en dirección sureste-noroeste a lo largo de unos 22 km hasta su desembocadura en el embalse de los Bermejales, donde confluye con el río Cacín. Casi todo el curso del río transcurre dentro de los límites del parque natural de las Sierras de Tejeda, Almijara y Alhama. 